# Thelaziose

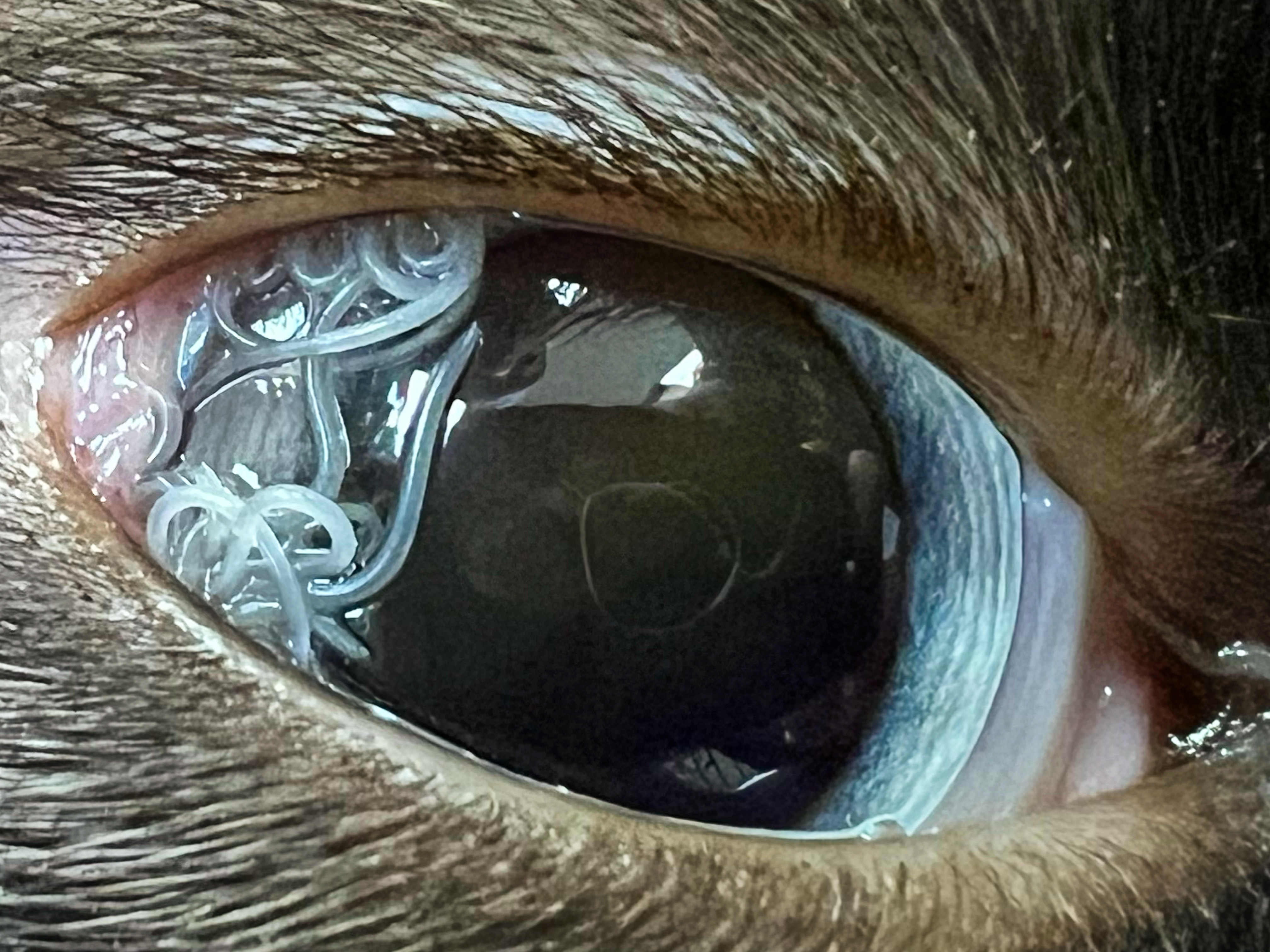
Thelaziose bei einer Katze

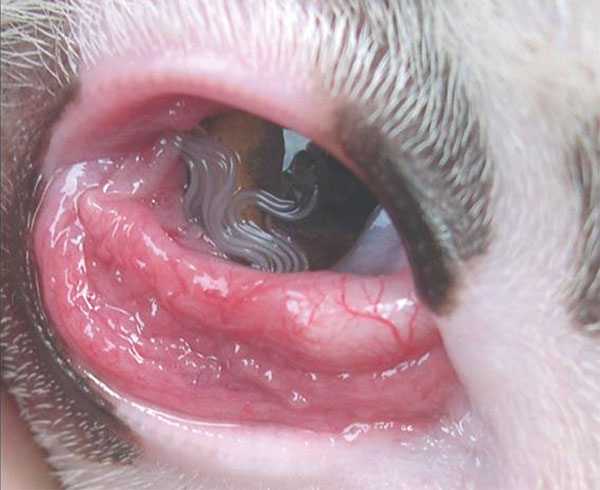
Thelaziose bei einem Hund

Als Thelaziose oder Thelaziasis bezeichnet man den Befall der Augen mit Fadenwürmern der Gattung Thelazia. Beim Menschen kommt die Erkrankung in der Regel nur in Endemiegebieten mit hohem Parasitenaufkommen vor und meist bei sehr jungen oder älteren Menschen mit sehr engem Kontakt zu Haushunden.

## Auslöser
In Europa kommt nur der Orientalische Augenwurm (Thelazia callipaeda) vor. Der ursprünglich in Asien beheimatete Parasit breitete sich aber auch nach Südeuropa aus, mittlerweile gibt es sogar autochthone (ortsständige) Infektionen in Mitteleuropa. Ihr Zwischenwirt und Überträger ist die Taufliegenart Phortica variegata, während die anderen Thelazia-Arten durch Echte Fliegen übertragen werden.
| Art                     | Wirte                                                          |
| ----------------------- | -------------------------------------------------------------- |
| Thelazia rhodesi        | Wiederkäuer (vor allem Rinder und Büffel)                      |
| Thelazia gulosa         | Wiederkäuer                                                    |
| Thelazia skrjabini      | Wiederkäuer                                                    |
| Thelazia callipaeda     | Hunde, Katzen, Primaten einschl. Mensch, Füchse, Bären, Dachse |
| Thelazia californiensis | Hunde, Katzen, Schafe, Hirsche, Mensch                         |
| Thelazia lacrymalis     | Pferde, Rinder                                                 |
| Thelazia leesi          | Kamele                                                         |

## Klinisches Bild und Diagnose
Eine Thelaziose kann bei geringem Befall symptomlos verlaufen. Da die Larve 1 nur eine geringe Lebensdauer hat, verbreitet sich die Erkrankung nur in den Zeiten, in denen die Überträger aktiv sind, also in den Sommermonaten. Vermehrter Tränenfluss, Bindehautentzündung  und Lichtscheue können auftreten. In schweren Fällen kommt es zur Hornhauttrübung, -entzündung und zu Hornhautgeschwüren. Wenn die Würmer in die Tränendrüse vordringen, kann die Tränenproduktion gänzlich zum Erliegen kommen.
Die Diagnose kann durch den Nachweis der Würmer im Bindehautsack und hinter dem dritten Auglid gestellt werden. Auch der mikroskopische Nachweis von Eiern oder Larven im Augensekret ist beweisend.

## Bekämpfung
Die Bekämpfung ist in den Endemiegebieten schwierig, weil die sie übertragenden Fliegen allgegenwärtig sind. Das Absammeln der Würmer, gegebenenfalls das Spülen der Tränennasengänge, ist heute weitestgehend durch den Einsatz von Anthelminthika verdrängt worden. Zum Einsatz kommen meist Avermectine.